# Wanda Władysława Ładzina
Wanda Władysława Ładzina z domu Szczuka (ur. 18 lipca 1880 w Warszawie, zm. 12 grudnia 1966 w Paryżu) – polska działaczka społeczna i polityczna, pisarka, publicystka, posłanka na Sejm I kadencji w II RP z ramienia Związku Ludowo-Narodowego.

## Biografia
Córka prezesa Sądu Okręgowego w Warszawie Stanisława Szczuki i Wandy z domu Starzyńskiej. Kształciła się w Wyższej Szkole im. Królowej Saskiej w Dreźnie, gdzie zdała maturę, w Szkole Gersona w Warszawie (klasa rysunkowa). Studiowała malarstwo. Od 1906 pracowała w organizacjach charytatywnych w Łodzi oraz przy stałych kursach dla robotników.
I wojna światowa została ją we Francji. Ukończyła kursy pielęgniarskie w Paryżu (instruktorka sanitarna) i jako członek Czerwonego Krzyża i Union des Femmes de France pracowała w szpitalach (służbę zakończyła w stopniu kapitana służby sanitarnej). W 1918 powróciła do Polski, gdzie założyła Narodową Organizację Kobiet. Podczas wojny polsko-bolszewickiej prowadziła patrol sanitarny, następnie przydzielona została do dowództwa 3. Armii. Wzięła udział w akcji plebiscytowej na Śląsku.
Po wojnie powróciła do Łodzi, gdzie udzielała się w Polskim Czerwonym Krzyżu (przewodnicząca Sekcji Sióstr), w związkach zawodowych kobiet i w Stowarzyszeniu Sług Katolickich (kierowniczka i opiekunka). Walczyła o prawa socjalne dla pracownic domowych.
W 1922 wybrana posłem na Sejm RP z okręgu nr 13 Łódź. Zasiadała w komisjach ochrony pracy, opieki społecznej i inwalidzkiej. Brała udział w tworzeniu ustaw socjalnych zabezpieczających los kobiet i dzieci. Diety poselskie przekazywała na żłobek i sekcję Ratujmy Dzieci w Łodzi.
Po zakończeniu kadencji zajęła się pracą społeczną. W całej Europie wygłaszała odczyty o tematyce społecznej i religijnej oraz wydawała broszury w tych dziedzinach.
Latem 1939 wyjechała na leczenie do Vichy, gdzie zastała ją wojna. Ponownie zgłosiła się do pracy szpitalnej. Po porażce Francji w wojnie z Niemcami zamieszkała we Francji Vichy, gdzie z ramienia francuskiego Czerwonego Krzyża służyła jako komendantka pociągów sanitarnych i ułatwiała ucieczkę Żydom. Po wojnie nie powróciła do władanej przez komunistów Polski i zdecydowała się pozostać we Francji. Współorganizowała komitet beatyfikacji Jadwigi Andegaweńskiej. Utrzymywała kontakty z Polonią we Francji i z francuskimi pisarzami katolickimi.
Zmarła 12 grudnia 1966 z powodu zatrucia tlenkiem węgla z piecyka. Pochowana na polskim cmentarzu w Montmorency.

## Życie prywatne
Zawarła związek małżeński z notariuszem Julianem Ładą. Małżeństwo miało jedną córkę Irenę.

## Publikacje
- Zjawiska w Lourdes – garść dokumentów na miejscu zebranych (1926)
- Częstochowa. La Montagne Lumineuse. Étude d’union franco-polonaise (1928)
- Ratujmy rodzinę (1927)
- Kobieta w Sejmie, Działalność posłanek i radnych N.O.K.
- seria artykułów o pomnikach i architekturze polskiej w Grand illustré catholique (1937)
- Jadwiga, wielka królowa Polski (1950)

## Odznaczenia
- 1917 - Medal Czerwonego Krzyża (Francja)
- 1917 - Medaille d’honneur des Epidémies (Francja)
- 1917 - Palme d’or (Francja)
- 1921 - Medal Czerwonego Krzyża (Polska)
- 1925 - Pro Ecclesia et Pontifice (papieski)